# Pappas flicka (TV-serie)
Pappas flicka är en svensk TV-serie från 1997-1999 i SVT. Avsnitten var halvtimmeslånga. 

## Handling
I handlingens centrum står 15-åriga Jonna och hennes ensamstående pappa, Frank, som är lärare. Jonna är en helt vanlig tonåring som gillar att umgås med kompisen Simon, som jobbar i en kiosk.
Frank oroar sig ständigt över Jonna, när han inte har annat att oroa sig för. Hans bäste vän heter Lennart och säljer vitvaror av något tveksam kvalitet. Lennart är gift med Karin och har två söner, Jimmy och Johnny. Äktenskapet med Karin har dock sina problem.
Själv är Frank ungkarl, men han är nära vän med grannen Mona och gradvis utvecklas vänskapen till romans.

## Om serien
Karin, Jimmy och Johnny nämns ofta under seriens gång, men man får aldrig se dem i bild. I regel är det Lennart som för dem på tal i olika sammanhang.
Under år 2010 släpptes hela serien på DVD.

## Säsonger och avsnitt
Säsong 1
| Avsnitt | Titel                    | Handling |
| ------- | ------------------------ | --- |
| 01      | Lära för livet           | Det är Jonnas första dag på gymnasiet, men hon bestämmer sig i sista sekund för att inte gå dit och vill börja jobba istället. Lennart erbjuder henne ett jobb på Vitvarujätten.     |
| 02      | Bara vänner              | Frank tvättar mattor i tvättstugan, vilket man inte får eftersom det förstör tvättmaskinerna. Frank och Mona äter sin första middag tillsammans.                                     |
| 03      | Näcken                   | Frank brottas med tonårsfrågor. |
| 04      | I andra hand             | Jonna får för sig att leta lägenhet och Mona hjälper gärna till. Samtidigt har Lennart blivit utkastad och söker nytt boende.                                                        |
| 05      | Mamma bra men borta bäst | Jonna bjuder hem sin mamma Linda för att hon ska hjälpa till att övertyga Frank om att hon ska få åka till Frankrike.                                                                |
| 06      | Tillbaka till naturen    | Jonna vill göra slut med sin pojkvän, men Frank är inte riktigt redo att släppa taget.                                                                                               |
| 07      | Osynlige mannen          | Jonnas kompis Annelies coola styvpappa Ove är i stan och Frank kämpar för att vinna Jonnas uppmärksamhet.                                                                            |
| 08      | Fiender och vänner       | Lennarts son går inte på Franks lektioner i svenska och är på väg att få underkänt, något som Lennart har svårt att acceptera.                                                       |
| 09      | Vikarien                 | Frank är sjuk, en ung och attraktiv vikarie ska ta över hans lektioner medan han är borta.                                                                                           |
| 10      | Kul i jul                | Jonna ska åka till kanarieöarna med mamma Linda över jul och Frank blir ensam hemma, men resan blir aldrig av och Frank tvingas vara på flera ställen samtidigt.                     |
| 11      | Babywatch                | Mona passar ett litet barn medan Jonna och Simon försöker hitta någon som kan köpa ut vin åt dem.                                                                                    |
| 12      | Bucklan                  | Jonna vill ut och övningsköra trots att hon är mindreårig. Till slut låter sig Frank övertalas, men det blir en väldigt kort åktur.                                                  |
| 13      | Sömnlös                  | Frank fick en ny parfym med sitt senaste dagligvaruinköp. Den nya parfymen möts med varierade reaktioner, och Frank ligger sömnlös om nätterna.                                      |
| 14      | Pappor på stan           | Jonna är trött på att det inte finns något kul i stan för folk i hennes ålder. Tillsammans med Simon slår de slag i saken och öppnar en raveklubb, till Frank och Lennarts förfäran. |
| 15      | En plats i solen         | Mona ska flytta till Frankrike och Frank vill flytta till landet, men de åker på solsemester istället.                                                                               |

Säsong 2
| Avsnitt | Titel                                 | Handling |
| ------- | ------------------------------------- | --- |
| 01      | Postmannen springer alltid två gånger | Frank och Mona tycks ha funnit varandra på solsemestern, men efter Karins affär med brevbäraren verkar Lennart och Karin glida ifrån varndra. |
| 02      | Mamma Mona                            | Mona testar på mammarollen, men Jonna vill inte spela med. Lennarts faster Ingrid gått bort och Lennart lämnar lite oönskade arvgods hemma hos Frank.                                                                                               |
| 03      | Fadderbarnet                          | Frank och Jonna har engagerat sig i en pengainsamling för sitt fadderbarn. Frank har bestämt att Jonna ska hålla tal. |
| 04      | Skraplotten                           | Frank och Mona ska ha romantisk middag och skrapa skraplotter. Lennart är sur för att middagen inträffar på deras tipskväll och för att trösta honom råkar Frank lova bort halva vinsten till Lennart.                                              |
| 05      | Kyssen                                | Simon är orolig för att hans nya tjej inte tycker om att kyssas med honom. Jonna kysser honom för att se vad han gör fel och blir hopplöst förälskad.                                                                                               |
| 06      | Frallan, Blöjan och Björne            | En av Franks gamla barndomsvänner, Björne, kommer på besök. Hans tragiska livshistoria vinner Mona och Jonnas sympatier, men Frank är inte lika lättköpt.                                                                                           |
| 07      | Ett hål i väggen                      | Mona och Frank har bestämt sig för att slå in väggen mellan sina två lägenheter, men när de väl ska slå slag i saken så tvekar det. Lennarts tvivelaktiga val av hantverkare gör inte saken lättare.                                                |
| 08      | Elvis lever                           | Karin har stött på en blottare i parken som liknar Elvis. Lindas man var för några år sedan med i en Elvis look-alike-tävling, kan det ha varit han?                                                                                                |
| 09      | Två män i en hatt                     | En av Lennarts homosexuella arbetskamrater berättar hur han träffade sin fästman vilket får Lennart att börja tvivla på sin sexualitet. Frank och Lennart råkar även köpa samma hatt.                                                               |
| 10      | Arbetslös                             | Frank arrangerar en protestuppsägning bland lärarna på skolan. Lennarts familj har beslutat för att inte fira jul och Lennart lider av svår julabstinens.                                                                                           |
| 11      | Ris och ros                           | Frank har svårt att anpassa sig till livet som arbetslös och Mona blir uppvaktad av sin före detta fästman, vilket gör Frank djupt svartsjuk. Seriens enda avsnitt markerat "Fortsättning följer".                                                  |
| 12      | Dilltjuven                            | Frank och Mona har gjort slut och Frank överväger att flytta till Stockholm. Simon har kommit fram till att framtiden för såna som hoppat av skolan inte ser så ljus ut och försöker bättra sina utsikter genom att ansöka om att bli veckans babe. |

## Rollista
- Frank - Carl Kjellgren
- Jonna - Maria Simonsson
- Lennart - Claes Malmberg
- Mona - Katarina Ewerlöf
- Simon - David Boati

## Gästroller
- Gunilla Röör - Linda Borg, Jonnas mamma
- Claes Månsson - Rune Mattson
- Zara Zetterqvist - Annelie
- Jacob Ericksson - Stefan Juckert
- Rebecka Englund - Agnes
- Thomas Roos - Ove
- Jesper Salén - Philip Lagerholt
- Jan Mybrand - Jörgen
- Reuben Sallmander - Ignazio
- Lakke Magnusson - Björne
- Jakob Eklund - Olle
- Gustav Levin - Psykologen
- Jörgen Andersson - Elvis
- Gunilla Abrahamsson - Ulla Gravén
- Claes Ljungmark - Roger Pern
- Boman Oscarsson - Mikael
- Rakel Wärmländer - Rosa